# Бєлоногов Олександр Михайлович
Олександр Михайлович Бєлоногов (рос. Александр Михайлович Белоногов) (15 травня 1931) — радянський і російський дипломат.

## Життєпис
Закінчив Московський державний інститут міжнародних відносин.
У 1984—1986 рр. — Надзвичайний і Повноважний Посол СРСР в Арабській Республіці Єгипет.
У 1986—1990 рр. — постійний представник СРСР при ООН і в Раді Безпеки ООН.
У 1990—1991 рр. — заступник міністра закордонних справ СРСР. Займався відносинами СРСР з країнами Близького і Середнього Сходу.
У 1992—1998 рр. — Надзвичайний і Повноважний Посол Росії в Канаді.
З 1998 року — на пенсії.

## Автор праць
- Белый дом и Капитолий – партнеры и соперники. М., 1974.[3]
- СССР–США: перестройка отношений. М., 1977 (совместно с В.Ф. Петровским под псевдонимами Ал.Белов, Вл.Петров).
- МИД. Кремль. Кувейтский кризис. Замминистра иностранных дел СССР рассказывает. М., 2001., присвяченої кувейтській кризі 1991-го року.
- Посол в стране пирамид. Из воспоминаний дипломата. М.,  2008. (на арабском языке. Каир. 2009).
- На дипломатической авансцене. Записки Постоянного представителя СССР при ООН. М., 2009 г.
- Миссия в Канаду. М., 2011.
- Мой путь. Записки посла СССР и России, тт. 1,2. М.,  2011.